# Шикачик архіпелаговий
Шика́чик архіпелаговий (Edolisoma remotum) — вид горобцеподібних птахів родини личинкоїдових (Campephagidae). Мешкає на островах Меланезії. Раніше вважався конспецифічним з тонкодзьобим шикачиком.

## Підвиди
Виділяють чотири підвиди:
- E. r. remotum Sharpe, 1878 — Нова Ірландія, Новий Гановер[en] і острови Фені[en] (архіпелаг Бісмарка);
- E. r. ultimum (Mayr, 1955) — острови Табар[en], Ліхір і Танґа[en] (архіпелаг Бісмарка);
- E. r. saturatius Rothschild & Hartert, E, 1902 — північні і центральні Соломонові острови;
- E. r. erythropygium Sharpe, 1888 — південні Соломонові острови.

## Поширення і екологія
Архіпелагові шикачики поширені на островах Папуа Новій Гвінеї та на Соломонових Островах. Вони живуть у вологих рівнинних тропічних лісах.